# Manuel Vivanco Menchaca
Manuel Vivanco Menchaca (Sevilla, 26 de septiembre de 1834 - ?) fue un político español, hermano de Jenaro, Emilio y Enrique. Desde 1849 fue funcionario del Estado. Trabajó en los gobiernos civiles de Sevilla, Cáceres, Cádiz, Barcelona, Valencia y Madrid. Fue alcalde corregidor de Jerez de la Frontera en 1868. 
Fue elegido diputado por el Partido Conservador por el distrito electoral de Borjas en las elecciones generales de 1879, por Balaguer en las elecciones de 1899 y nuevamente por Borjas en las de 1903. Fue gobernador civil de Barcelona (1891), Málaga (1877), Segovia (1877) y Lérida (1905).

## Obras
- Reforma electoral. Ley electoral para diputados a Cortes y concejales (1907)